# Dženifer Dudna
Dženifer En Dudna (engl. Jennifer Anne Doudna; 19. februar 1964) američka je biohemičarka poznata po svom pionirskom radu na CRISPR uređivanju gena, za koji je nagrađena 2020. godine Nobelovom nagradom za hemiju zajedno sa Emanuel Šarpentje. Ona je Li Ka Šing profesor na Odeljenju za hemiju i Odeljenju za molekularnu i ćelijsku biologiju na Univerzitetu Kalifornije u Berkeliju. Ona je bila istražitelj na Medicinskom institutu Hauard Hjuz od 1997. godine.

## Spoljašnje veze
- „Jennifer Doudna (UC Berkeley / HHMI): Genome Engineering with CRISPR-Cas9”. YouTube. iBiology Science Stories. 23. 3. 2015.
- „Jennifer Doudna: CRISPR Basics”. YouTube. Innovative Genomics Institute – IGI. 4. 11. 2017.
- „Into the Future with CRISPR Technology with Jennifer Doudna”. YouTube. University of California Television (UCTV). 26. 10. 2019.
- "How CRISPR lets us edit our DNA". TED talk by Jennifer Doudna na sajtu